# Lutzmann Tricycle
La Lutzmann Tricycle est une automobile du pionnier allemand Friedrich Lutzmann sortie en 1893.
Friedrich Lutzmann a fabriqué son premier véhicule, un tricycle, en 1893 et a fondé la société Anhaltische Motorwagenfabrik à Dessau (Saxe-Anhalt) en 1895 pour la production d’automobiles. Le nom de marque était Lutzmann. La production à Dessau a pris fin en 1898. Opel  de Rüsselsheim am Main a repris les machines et a embauché Friedrich Lutzmann comme directeur de la production automobile chez Opel.
Le tricycle atteignait une vitesse de pointe de 30 km/h à 40 km/h km/h et coûtait 1 500 Marks. La largeur du véhicule était de 1100 mm et la longueur de 2000 mm. Le poids du véhicule était de 175 kg.
Le moteur monocylindre d’une cylindrée de 1212 cm³ avait un alésage de 105 mm et une course de 140 mm. La puissance maximale était de 1,5 ch. Le volant d’inertie avait un diamètre de 550 mm. Le moteur pouvait être engagé et débrayé à l’aide d’un levier manuel. En plus de l’entraînement par moteur, le véhicule peut être entraîné à tout moment par des pédales d’appui ou même sans puissance moteur comme un vélo. Occupés par deux personnes, des pentes allant jusqu’à 15 % pouvaient être parcourues. Le réservoir d’essence était assez grand pour faire fonctionner le tricycle pendant 8 à 10 heures .
Il y avait un lien avec le constructeur automobile français Lucien Gustien et Cie, qui produisait des véhicules Lutzmann sous licence.